# Luca Spirito
Luca Spirito (Savona, 30 ottobre 1993) è un pallavolista italiano, palleggiatore del Verona.

## Carriera
La carriera di Luca Spirito, cugino della pallavolista Ilaria, inizia all'età di tredici anni nelle giovanili dell'Albisola Pallavolo; nella stagione 2009-10 entra a far parte del progetto federale del Club Italia, dove disputa un campionato di Serie B2 e uno di Serie B1 prima di tornare per un anno ad Albisola. Nel 2012 prende parte al campionato europeo under 20 con la nazionale italiana, vincendo la medaglia d'oro.
Nel 2012-13 passa alla Pallavolo Genova, mentre nel campionato successivo esordisce nella seconda categoria nazionale tra le file della Libertas Brianza.
Nella stagione 2014-15 viene ingaggiato dalla Pallavolo Molfetta, in Serie A1: con la nazionale under 23, nel 2015, vince la medaglia di bronzo al campionato mondiale, oltre a ottenere, nello stesso anno, le prime convocazioni nella nazionale maggiore. Nella stessa categoria milita anche nell'annata successiva vestendo però la maglia del BluVolley Verona, aggiudicandosi la Challenge Cup.
Per il campionato 2016-17 si accasa al Gruppo Sportivo Porto Robur Costa di Ravenna; con la nazionale vince la medaglia d'argento alla Grand Champions Cup 2017. Nella stagione successiva ritorna al club di Verona, sempre in Serie A1; con la nazionale conquista la medaglia d'oro ai XVIII Giochi del Mediterraneo. Nella annata 2021-22 passa al neonato Verona, che raccoglia l'eredità sportiva del suo club precedente, sempre nella massima divisione.

## Palmarès

### Club
- Challenge Cup: 1

2015-16

### Nazionale (competizioni minori)
- Campionato europeo under 20 2012
- Campionato mondiale under 23 2015
- Giochi del Mediterraneo 2018